# سيميون كوشوف
سيميون كوشوف (بالرومانية: Simion Cuțov)‏ (7 مايو 1952 – 1993) هو ملاكم روماني راحل، مثّل بلاده في الألعاب الأولمبية الصيفية في دورتي 1976 و1980.

## روابط خارجية
سيميون كوشوف على موقع بوكس ريك (الإنجليزية) (registration required)
- سيميون كوشوف على موقع اللجنة الأولمبية الدولية (الإنجليزية)
- سيميون كوشوف على موقع أوليمبيديا (الإنجليزية)
- سيميون كوشوف على موقع اللجنة الأولمبية الرومانية (الرومانية)